# Tännesberg
Tännesberg je trhová obec v jižní části zemského okresu Neustadtu an der Waldnaab ve vládním obvodě Horní Falc v Bavorsku. Obec je známým výletním letoviskem. 

## Poloha
Tännesberg se nachází ve střední části Hornofalckého lesa. Celý obecní katastr spadá do přírodního parku Oberpfalzer Wald. Nejvyšší nadmořskou výškou je vrchol Schwangbühl (748 m) ve východní lesní oblasti Tännesberger Forst. Na úpatí kopce pramení potok Mühlbach, který protéká kolem Pilchau, Neumühle a Schnegelmühle a pak se vléva do Gleiritsch u Lampenrichtu.
Sousedními obcemi jsou od západu: Trausnitz, Leuchtenberg, Vohenstrauss, Moosbach, Teunz a Gleiritsch. 

## Historie
Tännesberg byl poprvé písemně zmíněn v roce 1150 v kodexu kláštera Reichenbach. V té době opat Erchinger převedl majetky Weidental a Willhof na Regingera z Tegenisperc do správy. V této souvislosti se v listině objevil jako svědek Otto z Tegeninsperc. 
Reginger a Otto byli vazaly mocných Děpoldingerů, markrabat z Nabburgu, kteří byli na konci 11. století pány v Chamu a Nabburgu. V té době stál tännesberský hrad, který markrabata považovala za svůj majetek (alod) a na kterém sloužili místní správci. 
Po vymření rodu Děpoldingerů v roce 1188 přešel hrad i panství Tännesberg do majetku hrabat ze Sulzbachu, dědicům hrabat z Ortenburgu. V Tännesbergu začali  působit noví správci. Pocházeli z rodiny Paulsdorfů, kterou lze identifikovat s Jindřichem z Teininsbergu a v roce 1237 s Friedrichem z Tännesbergu. Nejpozději v roce 1276 se Paulsdorferští začali nazývat po svém novém sídle z Tännesbergu. V roce 1280 se tu zmocnili vlády.
V roce 1400 Paulsdorfští prodali svůj majetek v Tännesbergu Ruprechtovi III. Falckému. Tännesberg se tak stal  součástí Wittelsbašských majetků v Horní Falci (přímo podléhal důchodnímu úřadu v Ambergu). Prvním správcem majetku se stal  Heinrich Frickenhofer řečený Denelsperc.
Při dělení Horní Falce se stal Tännesberg součástí hrabství Neumarkt-Neunburg a nový falckrabě Johann v roce 1412 povýšil obec na městys.  V roce 1570 udělil falckrabě Ludvík městu právo na stavbu opevnění a přidal 210 zlatých. V souvislosti s příslušností k reformované linii Wittelsbachů se Tännesberg, který byl dosud katolický musel stát protestantským.
Ve třicetileté válce přešla Horní Falc, a tím i Tännesberg, do vlastnictví bavorských Wittelsbachů a bavorskému kurfiřtovi Maximiliánovi I. Ten v roce 1625 znovu zavedl katolickou víru v Tännesbergu.
Třicetiletá válka přinesla mnoho katastrof. V roce 1634 vypukl v Tännesbergu mor. Přežilo pouze pět manželských párů. V roce 1639 vyhořelo 40 domů a hradební zdi se zhroutily kvůli nedostatku prostředků na opravy. O tři roky později do městyse vtrhly jednotky Octavia Piccolominiho, obyvatelé Tännesbergu museli vojáky ubytovávat. Další požár ve stejném roce poškodil radnici a několik domů, stržena musela být po požáru věž kostela.
Na základě administrativních reforem v Bavorsku v roce 1818 vznikla i dnešní tržní obec. V noci ze dne 4. srpna 1839 město téměř úplně vyhořelo.

## Části obce
Obec zahrnuje 15 místních částí:
- Fischerhammer
- Großenschwand
- Kainzmühle
- Karlhof
- Kaufnitz
- Kleinschwand
- Neumühle
- Pilchau
- Sankt Jodok
- Schnegelmühle
- Tännesberg
- Tanzmühle
- Voitsberg
- Weinrieth
- Woppenrieth

## Pamětihodnosti
- Poutní kaple svatého Jodoka. Postavena v roce 1689, je cílem tradiční koňské jízdy Sankt-Jodok Ritt, každoročně 4. července od roku 1796. V kostele je od roku 1690 umístěn tzv. Vídeňský morový kříž.
- Farní kostel svatého Michala. Původně středověký kostel byl v 18. století barokně rozšířen a po požáru v roce 1828 přestavěn. Obsahuje sochy světců z 18. století a nástropní malby z konce 19. století.
- Hradní zřícenina Tännesberg na vrchu Schlossberg